# 锑化镍
锑化镍是一种无机化合物，化学式为NiSb。有毒有害，可能对皮肤产生过敏反应。锑化镍在自然界中以红锑镍矿的形式存在。
锑化镍属NiAs型，空间群P63/mmc，晶胞参数a=3.935，c=5.136。

## 相关化合物
锑化三镍（Ni3Sb）是一种无机化合物，相对分子量为297.88。